# Dmitlag

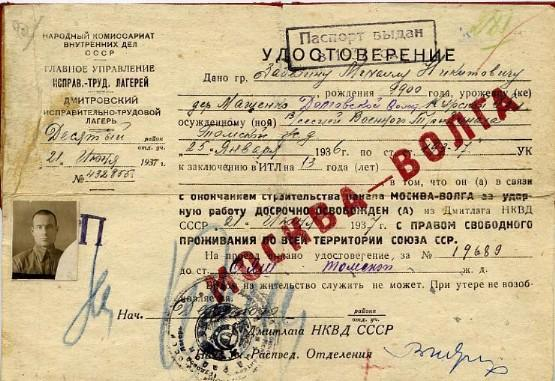
Certificat de libération anticipée du camp de Dmitlag pour fait de travail accéléré pour la construction du canal Moscou-Volga

Le Camp de travail correctionnel de Dmitlag (également connu sous le nom Dmitrovlag, Dmitro, DITlag et DITL, en russe : Дмитровлаг ou  Дмитлаг) désigne un complexe de camps de travail forcé du Goulag, en Union soviétique, créé en 1932 pour la construction du Canal de Moscou. Cet ouvrage, long de 128 km, était considéré comme indispensable pour l'approvisionnement de Moscou et de ses environs en eau potable.
Ce camp faisant partie des camps principaux sous tutelle de la Guépéou centrale (OGPOU), et placé sous la direction du Commissariat populaire aux affaires intérieures de l'URSS et du NKVD. Il exista jusqu'en 1938.

## Histoire

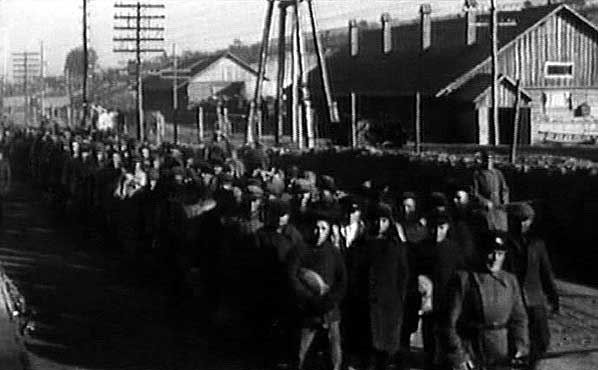
Prisonniers constructeurs du canal.

Les archives du Dmitlag sont conservées à Moscou : elles contiennent des documents sur la vie quotidienne, des bons de commande, des dossiers de détenus, etc.
Il fut créé par l'ordonnance 889 du 14 septembre 1932. Il était situé au nord de Moscou, dans la ville de Dmitrov (oblast de Moscou). À la première syllabe du nom de la ville dmit- est ajouté le suffixe -lag, qui est un diminutif du mot russe « lagger » (camp). La plupart des noms de camps sont formés de cette façon. En fait, vu la longueur du canal, pour d'autres endroits de construction, il dépendait de la direction du Goulag. Il exista jusqu'au 31 janvier 1938.
Les effectifs du complexe atteignirent 192 000 prisonniers en 1935-1936,.
Le principal architecte du canal fut Sergueï Jakovlévitch Jouk (ru) (son suppléant était Vladimir Jourine, le chef de la section ateliers était l'ingénieur N.V Nekrassov et l'ex- baron F.N Grenevits),.
Dimitrovlag eut des subdivisions : le camp de la Volga en était une. Créé en 1935 et utilisé pour créer le réservoir artificiel appelé Réservoir de Rybinsk à l'époque, le plus grand lac artificiel du monde. Servant de centrale électrique, de réservoir d'eau douce et à poissons. En outre le travail des prisonniers du camp Dmitrovlag fut utilisé également pour d'autres travaux que le canal de Moscou : pour la construction du Canal du Nord et la reconstruction de celui de Iaouza, la construction du Réservoir de l'Istre et de l'aéroport de Frounze à Moscou, et encore de la station de l'aqueduc de l'Est, des coupes de bois et des exploitations de tourbes.
En septembre 1933 commencèrent à arriver par étape au Dmitlag des prisonniers en provenance de Leningrad et d'Asie mineure, des camps de Temnikovsky  de Vichercky, de  Sarovsk et de Sibérie. Certains affirment qu'au premier janvier 1933 le nombre des prisonniers de Dmitlag atteignait le chiffre de 1 200 000 personnes. Il n'existe pas de preuve officielle de ce chiffre (voir plus bas  « Population »).
Quatre ans plus tard, le 28 avril 1937, commencèrent des arrestations massives parmi les directeurs de chantiers et les prisonniers. C'est l'époque des Grandes Purges décidées par Staline. Tout le monde ne trouva pas la mort, mais tous les camps furent « nettoyés » : parfois par libération, parfois par fusillade. C'est ainsi qu'en mai 1937 commença la libération d'une masse de prisonniers dont le terme était arrivé. En tout 55 000 personnes furent libérées. Les patrons de camps plus obscurs s'en sortirent même un peu mieux que ceux des grands camps quand eurent lieu des arrestations massives des séides de Iagoda. C'est, en effet, par le sommet que commença l'épuration : Genrikh Iagoda lui-même, qui était le premier responsable de l'expansion du système fut exécuté en 1938, après avoir supplié le Soviet suprême de lui laisser la vie sauve. Mais beaucoup partagèrent son destin et le 8 août 1937 commencèrent des tueries massives par fusillades de prisonniers de Dmitlag dans le cadre de ces Grandes Purges, au nombre duquel : la plupart des dirigeants (accusés d'avoir comploté) qui furent envoyés dans le Polygone de Boutovo pour y être exécutés,.
« Se leva alors pour Dmitrov le jour le plus triomphal de toute sa longue vie. Le 1er mai 1937, vers midi, devait arriver le premier bateau. Les meilleurs travailleurs, parmi ceux sous contrat (salariés) encore installés la veille dans des camions, furent envoyés à Ivankova sur la Volga où commençait le Canal.  /…/
La beauté du bateau, avec sa foule de passagers sur les passerelles, apparaissait d'un blanc éblouissant au soleil éclatant. Ils agitaient les bras et criaient et nous répondions en criant aussi des « hourras ! ». Le bateau nous envoyait des coups de sifflets pour nous saluer et son amarrage commençait. Je lus sur son flanc : « Joseph Staline ». Le nom du grand Guide figurait sur chaque seau, sur chaque bouée de sauvetage.
Suivant le programme d'un passager, il s'agissait de descendre du bateau, pour un autre de réserver des places pour Moscou. Un de mes amis sortit et se dirigea vers le bureau de renseignement. Il n'avait pas l'air content et au contraire ses yeux s'écarquillaient de désarroi. Il me murmura :
— Firine est arrêté, Pouzinski est arrêté ! On les a pris directement sur le bateau tôt ce matin, à Tempé.
"Firine arrêté. Incroyable!" — lui murmurai-je. La veille encore, dans tous les journaux les photos de Kogan, de Firine et de Jouk, l'ingénieur en chef, commandant du camp Dmitlag étaient en première page. Et Pouzinski était le chef de la troisième section secrète, le bras droit de Firine … »

## Population du camp
- décembre 1932 — 10 400
- janvier 1934 — 88 534
- janvier 1935 — 192 229
- janvier 1936 — 192 034
- janvier 1937 — 146 920
- janvier 1938 — 16 068

## Auteur du projet

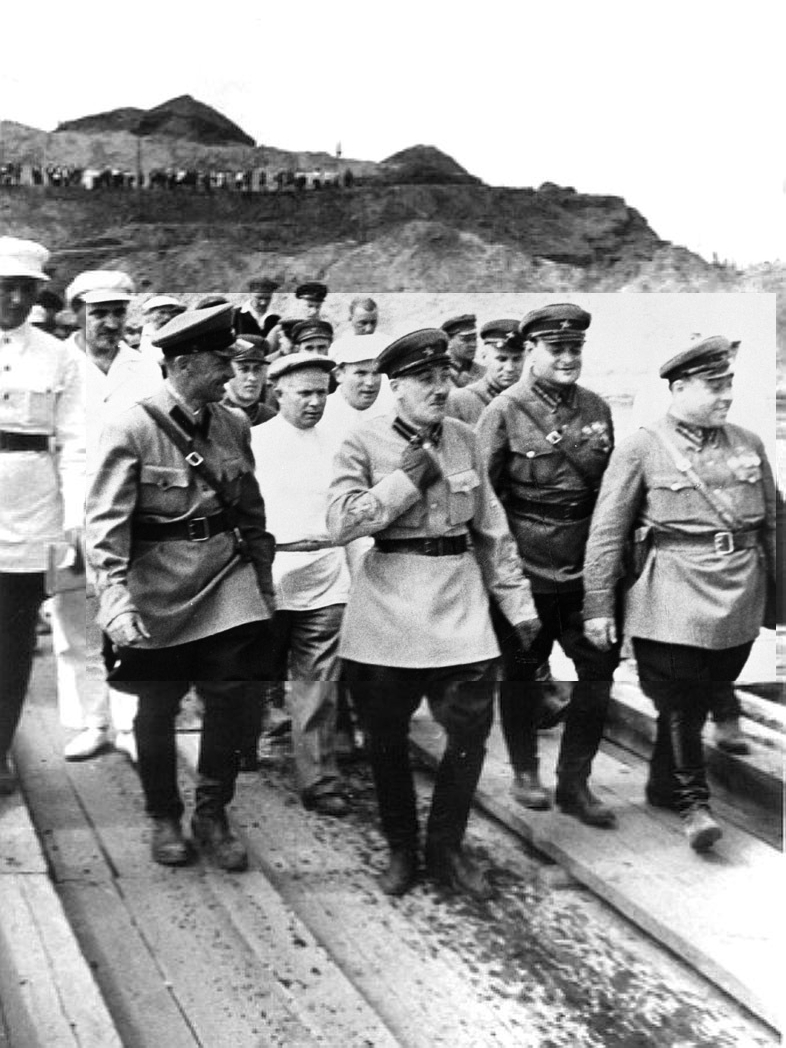
Guenrikh Iagoda sur le chantier du canal Moscou-Volga.

C'est le 15 juin de 1931, que le Plénum du comité central du parti communiste soviétique décida la construction du canal qui relie Moscou à la Volga. Au début, la construction du canal fut confiée au commissariat populaire d'URSS chargé de l'eau, et le 1er septembre 1931 l'administration compétente commença à fonctionner ; le 1er juin 1932, la responsabilité de la construction fut transférée au Guépéou central de l'URSS (ОГПУ СССР). Les travaux de construction commencèrent sur  base des propositions établies par Lazare Kaganovitch, un homme très proche de Staline. S'adressant au camp de Dmitrov pour exposer son plan sur les travaux de construction du canal, le directeur des travaux, Lazare Kogan (ru) souligna surtout que :  «La compréhension de toutes les difficultés et de l'importance des problèmes que le parti a chargé notre collectif de résoudre, la manière de travailler, le rythme, l'amour pour son travail, le souci de sa qualité et de sa beauté, l'amour des autres, l'habileté pour organiser, l'expérience des spécialistes ; c'est notre secrétaire du comité central du parti communiste soviétique qui vous l'apporte, lui qui est l'inspirateur et l'organisateur de cet ouvrage gigantesque».

Dans une autre allocution adressée aux constructeurs du canal, il est fait remarquer que : «le combattant le plus ardent du canal semble être le secrétaire du parti communiste Lazare Kaganovitch, c'est lui qui nous a montré concrètement ce qui apparaît comme un vrai programme de lutte dans notre projet de construction. Puis : «Oui ! Saluons le meilleur compagnon d'arme du camarade Staline, le reconstructeur enthousiaste de Moscou et l'inspirateur de la construction, j'ai nommé : le camarade Kaganovitch!».
Après une inspection des travaux du canal, L. Kaganovitch remarqua : «les gens sont étonnés par nos travaux de constructions, leur dimension  les surprend, de même que notre obstination. Alors que c'est tout à fait compréhensible de la part de la direction du collectif du NKVD dont les dirigeants possèdent une grande expérience des contacts avec les gens, comme Kogan, Firine, Jouk si l'on sait qu'ils travaillent sous la direction du camarade Guenrikh Iagoda».
Lazare Kaganovitch est un des rares proches de Staline qui vécut jusqu'à 98 ans. Il a traversé toute la période soviétique et même davantage entre sa naissance en 1893 et l'année 1991 date de sa mort, après la disparition de l'URSS.

## Conditions de travail
« 
Au paragraphe 1 de l'ordonnance  № 10 concernant ДИТЛАГ, (ДИТЛ) est détaillé « le règlement intérieur de la vie du camp » :
1) Lever 5 heures 30.

2) Déjeuner de 5 h 45 à 6 h 30.

3) Dispersion vers les chantiers de 6h 30 à 7 heures. Départ au travail des prisonniers en groupe de 5 hommes en rangs serrés.

4) La journée de travail commence à 7 h et se termine à 17 h. Pendant ce temps de travail les prisonniers remplissent leurs obligations suivant les normes fixées et, à la fin de la période de travail, se replacent en rangs de 5 hommes pour retourner dans cet ordre vers le camp
.
5) Dîner entre 17 et 19 heures, au moment du repas, les prisonniers doivent rester en ordre dans une queue pour arriver jusqu'aux cuisines et il leur est strictement interdit de se bousculer, de crier, de se pousser, de chahuter.

6) La soirée commence à 19 h jusqu'à 22 h.

7) Le signal du repos est donné à 22 h 5. Après ce signal cesse tout mouvement dans le camp des prisonniers à l'exception des sorties pour des besoins naturels. Les prisonniers doivent être déshabillés et dormir sans continuer des conversations avec leurs voisins. Les vêtements retirés doivent être rangés convenablement.

Le signal de repos donné fixe le moment où il n'est pas permis d'accéder à la zone interdite d'accès aux prisonniers surtout pendant la nuit ; il est porté à la connaissance de tous les prisonniers que, dans le cas où ils se trouveraient de nuit à la ligne des feux par delà la zone interdite, cela serait considéré comme une tentative d'évasion, et dès lors les sentinelles tireront sans sommation.

8) Il n'est pas permis d'allumer des feux après le signal du repos.
 »
.
En 1933 fut ouvert au Dmitlag un « lagpountkt » (unité concentrationnaire de base) à régime sévère pour ceux qui refusaient de travailler ou qui avaient essayé de s'évader. Ce nouveau « lagpounkt » était entouré de deux séries de barbelés  au lieu d'une ; une escorte renforcée conduisait les détenus au travail et les prisonniers y étaient soumis à des travaux plus pénibles dans des endroits d'où il était difficile de s'évader.

## La Vie quotidienne

### Enterrement
« Des milliers de gens sales et fourbus barbotaient au fond des fossés dans la boue jusqu'à la taille. C'était déjà le mois d'octobre, novembre et le froid était vif ! Et le plus grave, c'était que les prisonniers étaient fort épuisés et toujours affamés...
Regardons : voilà un prisonnier, et là... un autre tombé dans la crasse. Ce sont ceux qui sont morts de faiblesse : à la limite de leurs forces. On a jeté les morts sur une charrette et emportés sur des  grabats...
Plus proche de la nuit, pour que des témoins ne surviennent pas, … on a tiré  au canal des files entières de cadavres, avec leurs vêtements et leur linge troué. Les chevaux ont été poussés pour former un attelage funèbre. Les fosses, longues et profondes, ont été creusées dans un petit bois plus tôt dans la journée. Les corps ont été jetés dans la fosse ; ils tombaient les uns sur les autres, comme si c'était du bétail. Une fois qu'un groupe est passé — derrière lui est arrivé un autre. Et de nouveau les corps sont jetés dans la fosse. »

### Loisirs
Au Dmitlag sortaient en même temps des dizaines de journaux et de revues, dans les langues de l'URSS, une bibliothèque fonctionnait et même un cinéma, il existait des activités sportives et culturelles, et encore une fanfare et un théâtre. Aux ouvriers de la construction, à ceux occupés à de lourds travaux physiques non-mécanisés, de février à avril 1935 furent offerts 5 périodes de congés. Mais par contre la lutte contre le parasitisme social était menée de manière très officielle.
Michael Moroukov, l'auteur du livre La vérité sur le Goulag du premier cercle, écrit :

« Mais sais-tu qu'en  1935 et 1936 les prisonniers du camp de Dimitrov, les constructeurs du canal Moscou-Volga, participèrent à des parades de culture physique sur la place Rouge ? Imagine-toi sur la tribune du mausolée, Staline et les autres dirigeants du pays, et devant eux les prisonniers du camp qui démontrent leurs capacités sportives … La Pravda et d'autres journaux parlèrent de leur participation à la parade. »

Des activités de loisirs existaient  pour les prisonniers. Le 14 janvier 1935, l'ordonnance № 39 annonce la création de la section « Dynamo » au sein du camp : tir, piste, hockey, auto-moto, équitation, gymnastique, « défense et attaque » (lutte), chasse, échec-dames, propagande de masse.

### Hygiène
Les commandants des camps avaient des ordres concernant la lutte contre les parasites. En 1933, un bilan de la situation au Dmitlag déplore l'état des baraques des femmes, qui étaient crasseuses et manquaient de draps et de couvertures. Les femmes se plaignaient contre la Division sanitaire qui ne faisait rien.
Lazare Kogan se plaignit lui-même de la cuisine du camp : « Certains cuistots font comme s'ils préparaient non pas des repas soviétiques, mais un brouet pour les cochons. Du fait de cette attitude, la pitance qu'ils préparent est inadaptée, souvent fade et insipide » .
En revanche, un ordre du Dmitlag interdisait « catégoriquement » aux cuistots de distribuer de la nourriture dans des assiettes sales, alors qu'il n'y avait souvent pas moyen de laver la vaisselle et qu'elle était insuffisante.

### Divers
Les truands avaient une forte influence dans les camps et leur argot en faisait une langue distincte à laquelle les prisonniers devaient s'initier. De temps à autre l'administration essaya d'éliminer l'argot, comme à Dmitlag en 1933, sans que l'on sache si les mesures destinées à empêcher de l'utiliser furent suivies d'effet.
Lazare Kogan troublé par les cas de maladie des chevaux à cause de l'état des routes, de l'absence de temps de repos avait instauré un jour de repos régulier tous les huit jours pour les chevaux alors qu'il en était rarement question pour les prisonniers ordinaires.